# ムランガ (カウンティ)
ムランガ（スワヒリ語: Wilaya ya Murang'a、英語: Muranga County）は、ケニアの旧中央州中部のカウンティ。
中心都市及び最大都市はムランガ。
ムランガは1963年以前はホール砦と呼ばれていた。
2009年の人口は94万2581人。
以前はアメリカの平和部隊を受け入れていた。

## 人口
- 1979年8月24日：64万8333人
- 1989年8月24日：85万8063人
- 1999年8月24日：73万6273人
- 2009年8月24日：94万2581人[1]

## 隣接カウンティ
- 北：ニエリ (カウンティ)
- 北東： キリニャガ (カウンティ)
- 東： マチャコス (カウンティ)
- 南： キアンブ (カウンティ)
- 西： ニャンダルア (カウンティ)

## 民族
- キクユ族

## 主要都市
- ムランガ（英語版）：2万3949人(2009年)(中心都市)

## 歴史
宣教師が初めてケニアに来た時、既にポルトガルが沿岸部を支配していた為、内陸に分け入らざるを得なくなった。
ムランガはその時期に宣教師が最初に建設した集落の1つである。
1895年、イギリス領東アフリカが建国され、最初の首都がムランガに有ったスミス砦に置かれた。
1952年～1960年、キクユ族が主導するマウマウ団の乱が発生した。

## 教育
- ムランガ大学(MRUC)：2011年9月開校。ムランガ技術大学を継承している。

## 中央ケニア
| カウンティ              | %    |
| ----------------------- | ---- |
| キアンブ                | 60.8 |
| ニエリ                  | 24.5 |
| ニャンダルア            | 18.5 |
| ムランガ                | 16.3 |
| キリニャガ (カウンティ) | 15.8 |
| ケニア平均              | 32.3 |

| カウンティ              | %    |
| ----------------------- | ---- |
| キリニャガ (カウンティ) | 25.2 |
| ムランガ                | 28.5 |
| キアンブ                | 28.9 |
| ニエリ                  | 32.7 |
| ニャンダルア            | 46.6 |
| ケニア平均              | 45.9 |

## 経済
茶と珈琲が現金作物として栽培されている。

## 著名人[5]
- デダン・キマシ（英語版）(Dedan Kimathi)
  - 1920年10月31日～1957年2月18日
  - マウマウ団の乱の指導者

- ジョン・ミチュキ（英語版）(John Michuki)
  - 1932年12月1日～2012年2月21日
  - KCBケニア有限銀行（英語版）総裁
  - 2008年1月9日～2012年2月21日：財務事務次官

- ケネス・マティバ（英語版）(Kenneth Matiba)
  - 1964年～1968年：商業事務次官
  - 1974年～1978年：ケニアフットボール協会会長
  - 1983年～1988年：文化社会福祉大臣・保健大臣・運輸通信大臣

- ジョセフ・カマル（英語版）(Joseph Kamaru)
  - 1939年～
  - ベンガ（英語版）を代表する演奏家

- ダニエル・カマウ（英語版）(Daniel Kamau)
  - 1949年2月～
  - ベンガ（英語版）を代表する演奏家